# Joannes Cassianus Pompe
Joannes Cassianus Pompe (* 9. September 1901 in Utrecht; † 15. April 1945 in Sint Pancras bei Alkmaar) war ein niederländischer Pathologe, der als Erster 1932 die nach ihm benannte Stoffwechselerkrankung Morbus Pompe beschrieb.
Nach einem Studium an der Universität Amsterdam approbierte er 1936 zum Arzt mit seiner Doktorarbeit Cardiomegalia glycogenica zu jener Stoffwechselstörung, die später nach ihm benannt wurde. Pompe war sehr belesen und gläubiger Katholik. Im Zweiten Weltkrieg wurde in seinem Labor eine geheime Funkanlage entdeckt. Pompe wurde von den deutschen Besatzern im Februar 1945 inhaftiert. Nachdem eine Bahnlinie nahe St. Pancras gesprengt worden war, wurde er zusammen mit 19 weiteren Personen bei einer Vergeltungsaktion erschossen.